# Tom és Jerry és Sherlock Holmes
A Tom és Jerry és Sherlock Holmes (eredeti cím: Tom and Jerry Meet Sherlock Holmes) 2010-ben megjelent amerikai 2D-s számítógémes animációs film, amely Tom és Jerry című videofilmsorozat hatodik része. Az animációs játékfilm rendezői Spike Brandt és Jeff Siergey, producerei Tony Cervone és Bobbie Page. A forgatókönyvet Earl Kress írta, a zenéjét Michael Tavera szerezte. A videofilm a Turner Entertainment és a Warner Bros. Animation gyártásában készült, a Warner Home Video forgalmazásában jelent meg. Műfaja bűnügyi filmvígjáték.
Amerikában 2010. augusztus 24-én, Magyarországon 2010. november 11-én adták ki DVD-n.

## Történet
Londonban egymást érik az ékszerrablások, a Scotland Yard tanácstalan, valakik pedig a gyönyörű énekesnőt, Miss Redet akarják gyanúba keverni. Egyedül a legendás Sherlock Holmes találhatja meg az igazi tolvajt - segédje, Dr. Watson, na és persze Tom és Jerry közreműködésével. A nyomozás és az ügy megoldása azonban szinte gyerekjáték ahhoz a feladathoz képest, amit a béke fenntartása jelent az ádáz vetélytársak között, miközben a brit főváros utcáin, sikátoraiban, sőt háztetőin süvítenek, száguldanak, robognak és viharzanak az igazság nyomában.

## Szereplők
| Szereplő            | Eredeti hang      | Magyar hang      |
| ------------------- | ----------------- | ---------------- |
| Tom                 | N/A               | N/A              |
| Jerry               | N/A               | N/A              |
| Sherlock Holmes     | Michael York      | Anger Zsolt      |
| Dr. Watson          | John Rhys-Davies  | Papp János       |
| Moriarty professzor | Malcolm McDowell  | Kőszegi Ákos     |
| Miss Red            | Grey DeLisle      | Gallusz Nikolett |
| Tuffy               | Kath Soucie       | Bogdán Gergő     |
| Butch               | Jeff Bergman      | Szokol Péter     |
| Droopy              | Jeff Bergman      | Vass Gábor       |
| Spike               | Phil LaMarr       | Schneider Zoltán |
| Rendőr              | Phil LaMarr       | ?                |
| Tin                 | Greg Ellis        | ?                |
| Őrmester            | Greg Ellis        | ?                |
| Pan                 | Jess Harnell      | ?                |
| Brett Jeremy        | Jess Harnell      | Csuha Lajos      |
| Ali                 | Richard McGonagle | ?                |
| Rendőr              | Richard McGonagle | ?                |

## Televíziós megjelenések
- RTL Klub
- Boomerang